# Dicranum deplanchei
Dicranum deplanchei là một loài rêu trong họ Dicranaceae. Loài này được Duby mô tả khoa học đầu tiên năm 1870.